# 580 هـ
580 هـ هي سنة في التقويم الهجري امتدت مقابلةً في التقويم الميلادي بين سنتي 1184 و1185.

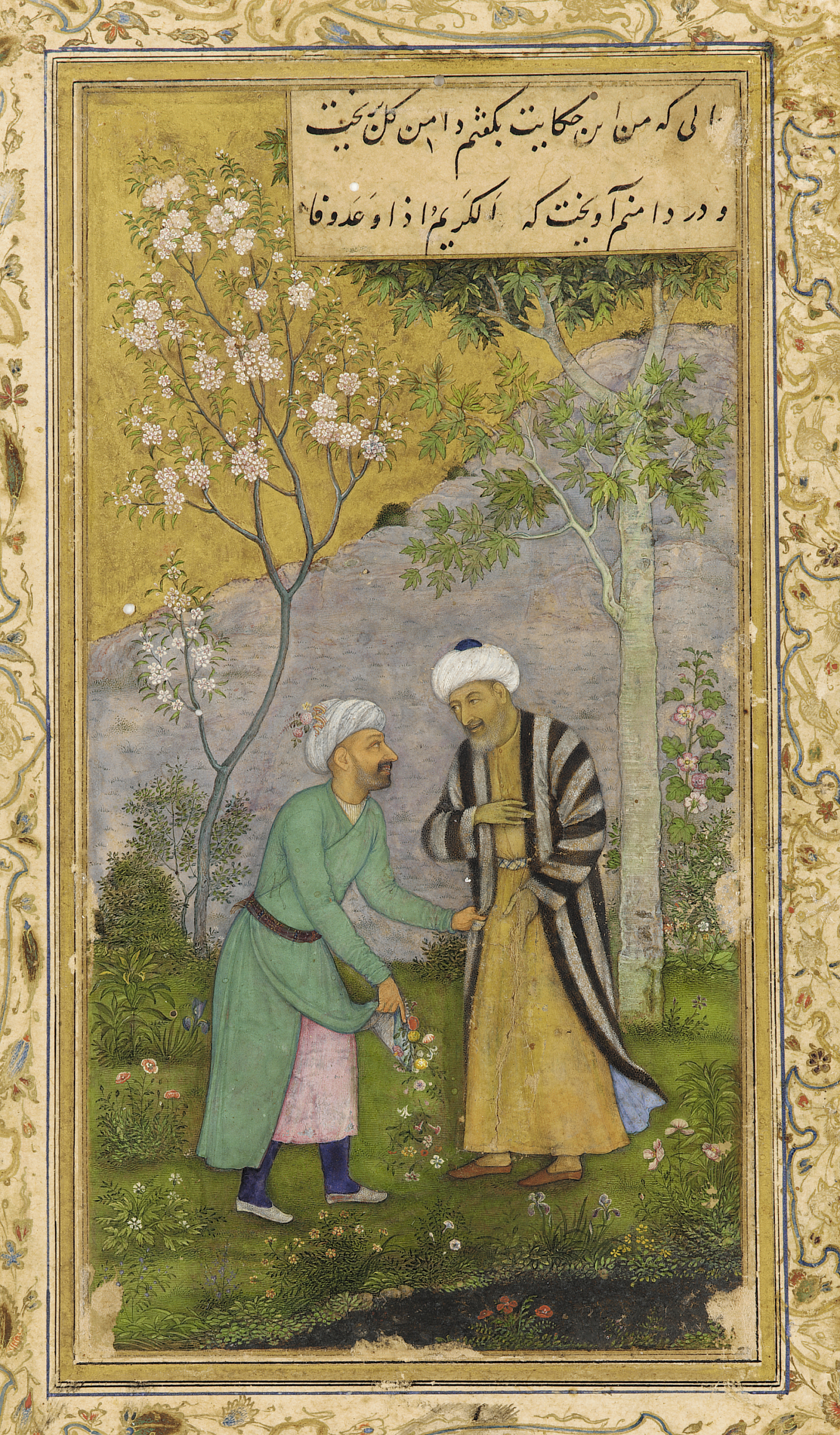
سعدي الشيرازي

## مواليد
- سعدي الشيرازي
- شهاب الدين الأهري

## وفيات
- أبو القاسم العراقي
- أبو بكر بن طاهر الخدب
- أبو يعقوب يوسف بن عبد المؤمن
- محمد بن إبراهيم الكندي
- نور الدين الصابوني